# Peter Antonie
Peter Antonie (født 11. maj 1958 i Melbourne) er en australsk tidligere roer og olympisk guldvinder.
Et af Antonies første store resultater kom, da han var med til ved VM i 1977 at vinde sølv i letvægtsfireren. Året efter blev det til bronze i samme disciplin ved VM, og i 1983 var han med til at vinde VM-sølv i letvægtsotteren. Derefter konkurrerede han i nogle år i letvægtssinglesculleren, og han vandt bronze ved VM i 1985, inden han blev verdensmester i 1986.
Antonie var første gang med til OL i 1988 i Seoul, hvor han var med i den australske dobbeltfirer, der blev nummer fem. Derefter skiftede han til dobbeltsculler og vandt sammen med Paul Reedy VM-bronze i 1990.
Ved OL 1992 i Barcelona roede han dobbeltsculler sammen med Steve Hawkins. De vandt deres indledende heat og havde bedste tid af alle, og semifinalen vandt de forholdsvis sikkert. I finalen udkæmpede de en hård kamp med den østrigske båd, men mod slutningen af løbet fik de to australiere overtaget og vandt med et forspring på over et sekund til østrigerne Arnold Jonke og Christoph Zerbst, der fik sølv, mens Nico Rienks og Henk-Jan Zwolle fra Holland fik bronze. Det var Australiens første OL-guld i roning siden Mervyn Wood vandt i singlesculler i 1948.
Antonies sidste OL blev i 1996 i Atlanta, hvor han igen roede dobbeltsculler, denne gang sammen med Jason Day, og duoen blev nummer otte.

## OL-medaljer
- 1992:  Guld i dobbeltsculler